# Paso Limón, Acayucan
Paso Limón är en ort i Mexiko.   Den ligger i kommunen Acayucan och delstaten Veracruz, i den sydöstra delen av landet, 500 km öster om huvudstaden Mexico City. Paso Limón ligger 200 meter över havet och antalet invånare är 444.
Terrängen runt Paso Limón är platt söderut, men norrut är den kuperad. Runt Paso Limón är det ganska tätbefolkat, med 72 invånare per kvadratkilometer. Närmaste större samhälle är El Aguacate, 8,5 km norr om Paso Limón. Omgivningarna runt Paso Limón är en mosaik av jordbruksmark och naturlig växtlighet.